# Yu-Gi-Oh! Forbidden Memories
Yu-Gi-Oh! Forbidden Memories (en español: Yu-Gi-Oh! Recuerdos Prohibidos) (en japonés: 遊戯王真デュエルモンスターズ封印されし記憶), es un videojuego basado en el manga y series de anime Yu-Gi-Oh!.
El juego, lanzado para PlayStation el 9 de diciembre de 1999 en Japón y el 19 de marzo de 2002 en Estados Unidos y Europa, toma lugar en el Antiguo Egipto. El jugador deberá jugar el "Duelo de Monstruos de Yu-Gi-Oh!" contra los demás personajes del juego.

## Historia
La historia inicia cuando un alto mago de la dinastía del faraón egipcio llamado Heishin halla por accidente el tesoro de las ruinas prohibidas; este mago es malvado y sabe que según los antiguos sabios al hacer el conjuro e invocar al señor de la oscuridad él tendría el poder de dominar el mundo. El jugador está representado en la historia por el príncipe egipcio; a él le gusta salir como persona normal a jugar Duelo de monstruos, el cual consiste en eliminar todos los puntos de vida del oponente usando unas cartas que contienen la esencia de un monstruo. Cada carta posee un puntaje de Ataque y de Defensa que son comparados cada vez que dos monstruos se enfrentan, siendo ganador el que posea más puntaje. El juego ofrece la posibilidad de armar estrategias para fortalecer a los monstruos propios o debilitar a los enemigos. El príncipe juega Duelo de Monstruos muy a menudo, hasta que un día su consejero Simón Murán lo descubre y lo reta a un duelo, en el cual si el príncipe gana, podría seguir con sus duelos nocturnos y si pierde, debería volver al palacio como debería ser. El príncipe se enfrenta a otros personajes como Teana y algunos aldeanos amigos suyos, después de lo cual sale con Teana a una fiesta que se realiza en la plaza de la aldea. Allí se encuentran con Jono y un mago llamado Seto. Este mago venció a Jono en un duelo y el joven príncipe promete que vencerá a Seto para que no quede impune la derrota de su amigo, así que Seto lo reta, pero un guardia los interrumpe y el duelo queda aplazado. El príncipe regresa al lugar donde residen Teana y Jono, donde tiene un duelo amistoso con Jono y después de vencerlo, llega Seto a este lugar y se lleva a cabo el duelo pendiente del cual el príncipe es el ganador. Después de esto, el príncipe regresa al palacio. 
Una vez ahí, Heishin invade el palacio y destruye todo a su paso buscando el Puzzle Milenario, el cual es necesario para que pueda hacer el conjuro en las ruinas prohibidas; Simón Murán le da el Puzzle al príncipe y le dice que lo oculte, pero Heishin los encuentra y reta al príncipe a un duelo en el cual el ganador se quedaría con el Objeto Milenario; el príncipe pierde el duelo contra Heishin (el juego está arreglado para que el jugador pierda ese duelo y así continuar con la historia) y debe darle el Puzzle, pero Simón Murán le ordena que lo rompa para al menos evitar que Heishin despierte al señor de la oscuridad. El príncipe lo rompe y queda atrapado dentro de él. 
Ahora el juego nos transporta a la época moderna donde  el jugador controla a Yugi Moto, un pequeño niño, quien recibe indicaciones para debe entrar a un torneo organizado por Seto Kaiba y conseguir los 6 Objetos Milenarios restantes para liberar al príncipe de su prisión en el Puzzle. Cuando Yugi llega a las finales, se encuentra con Shadi, quien lo pone al tanto de la historia. En este juego, el único poseedor de un Objeto Milenario que no aparece es Marik. Pese a ello, su hermana Ishizu-aquí llamada "Isis" (no confundir con el personaje del manga/anime del mismo nombre) sí aparece en la historia. Cuando Yugi recolecta todos los Objetos venciendo a sus poseedores (Shadi (Balanza y Llave Milenarias), Bakura (Anillo Milenarios), Pegasus (aquí llamado "Pegaso", Ojo Milenario), Isis (Collar Milenario) y Kaiba (Cetro Milenario)), el príncipe egipcio es liberado de su prisión, ya que se abre el portal para volver al antiguo Egipto. 
Cuando el príncipe vuelve, todo lo que había conocido antes está en ruinas gracias a Heishin. Al regresar a su palacio, palacio, lo recibe un mago, el Mago Guardian, custodio de los territorios de Heishin que lo pone al tanto de todo y le hace ver que su palacio está en ruinas. Lo reta a un duelo para que él pueda seguir su camino; el príncipe sale victorioso y el mago desaparece.
El príncipe logra encontrar a Jono y Teana de nuevo, quienes lo llevan a un refugio oculto donde se han estado alojando. Después de eso, el príncipe encuentra el Valle de los Reyes, donde un guarda, Sadin, lo reconoce y le explica que debe conseguir un mapa antiguo que contiene la ubicación de los templos de los cinco grandes magos. Seto llega y dice que ha estado siguiendo al príncipe y que Heishin ha encomendado a cada uno de los cinco grandes magos que protejan un Objeto Milenario. Sadin desconfía de Seto, ya que es la mano derecha de Heishin, y no tiene razón para ayudarlos.
El príncipe encuentra el mapa en las ruinas de su palacio después de vencer a un guardia y regresa al Valle de los reyes. Sadin interpreta el mapa y le revela al príncipe el camino que debe seguir para llegar a cada templo según los antiguos sabios. El príncipe ahora se dirige a enfrentarse a los cinco grandes magos (Secmenton, Atenza, Kepura, Anubisius y Martis), así como a los aprendices de estos magos. Cada uno de ellos domina un linaje de cartas según el Campo y al tener el duelo con el príncipe, se les ofrece una ventaja al iniciar de forma predeterminada con el Campo de juego favorable para su Deck; para enfrentarse a cada uno de estos magos, es necesario vencer primero a su guardia personal. El príncipe vence a un par de magos y se dirige de nuevo al lugar de alojamiento oculto de Jono y Teana. Jono lo recibe y le dice que Seto y Heishin han secuestrado a Teana, y lleva al príncipe hasta el palacio de Heishin. El príncipe se enfrenta contra un guardián del laberinto y tras cruzar el laberinto, se encuentra con Seto y Heishin. Heishin le ordena a Seto que elimine al joven prÍncipe en un duelo y aquí es su segundo encuentro desde la vez anterior a que Heishin invadiera el palacio. 
Cuando el príncipe gana, Seto le dice que no ha logrado nada, pues aún faltan grandes magos por vencer, así que el príncipe sale y vence a los magos faltantes y recupera los Objetos Milenarios. Aquí se inicia el final de la historia. El príncipe llega al templo de Heishin de nuevo y con ayuda de Seto, llega por un pasaje secreto hasta el salón principal; allí se encuentra con dos guardianes legendarios, Sebek y Neku; deberán ser vencidos por el príncipe para poder llegar hasta Heishin y enfrentarlo en un duelo en donde este deberá ser el ganador. Cuando el príncipe vence a Heishin, Seto le dice que todo fue una farsa y que todo lo que sucedió estaba en los planes de él; Seto había planeado que el príncipe reuniera los Objetos Milenarios y se había ganado la confianza de Heishin sólo para ese momento; Seto le cuenta al príncipe que sería él quien invoque al señor de la oscuridad y quien domine al mund,o ya que esperará que Yami venciera a Heishin y así lo quite del camino para sus propios planes y que ahora eliminaría al príncipe en un duelo para terminar su plan.
El príncipe vence a Seto por tercera vez, y entonces Heishin. al sentirse derrotado y traicionado, amenaza a Yami con Matar a Seto si no le entregaba los Objetos para invocar al señor de la oscuridad. Al príncipe no le queda otro remedio y le entrega los Objetos. Heishin realiza un conjuro e invoca a DarkNite, quien representa los poderes que la oscuridad que había sido sellada por los antiguos maestros, pero ahora estaba libre. Heishin se regocija y reclama a Darknite el poder de dominar el mundo, pero DarkNite no obedece y le da a entender que él no tenía que obedecer a nadie porque él era más poderoso que todos. Heishin se sorprende y reclama que según el antiguo pacto quien invocara este poder dominaría el mundo, pero DarkNite se burla y encierra el alma de Heishin en una carta y la quema. 
A instancias de Seto, el príncipe muestra a DarkNite las cartas en las que obtuvo los Objetos Milenarios durante el torneo en la etapa moderna, dando a entender que él es quien reunió los Objetos y le ordena que vuelva a donde estaba, pero Darknite le propone que tengan un duelo y si el príncipe gana, él volvería a su lugar. El príncipe lo vence en un duelo y DarkNite no acepta su derrota, alegando que él creó los monstruos y cartas y se convierte a la maldad en su máxima expresión; ahora es una calavera monstruosa llamada Nitemare, obligando al príncipe a tener un duelo más. Nuevamente, el príncipe lo vence y sella de nuevo a esa maldad para siempre. Se dice que después de eso nunca nadie volvió a ver a Seto y que el príncipe tomó el control de Egipto como un faraón de paz.

## Controversia
Por muchos años, los jugadores de esta entrega han tratado de completar la colección de 722 cartas disponibles en el juego, pero se han visto ante una tarea ya demostrada imposible tanto en la versión NTSC como en la PAL.
El juego en su edición japonesa cuenta con una opción para continuar el juego con "Pocket Station" (dispositivo únicamente lanzado en Japón). Con este dispositivo, el juego tiene más opciones como "card lottery", siendo esta otra manera de conseguir cartas, entre ellas las 82 cartas que no se pueden comprar o ganar en duelos.
El juego japonés, al ser adaptado a Forbidden Memories, perdió esta opción en el menú imposibilitando la opción a completar la colección.
Debido a esto, un grupo conocido como "Brazil Team" creó un mod que permite desbloquear las 722 cartas de manera limpia.